# Lotusskor

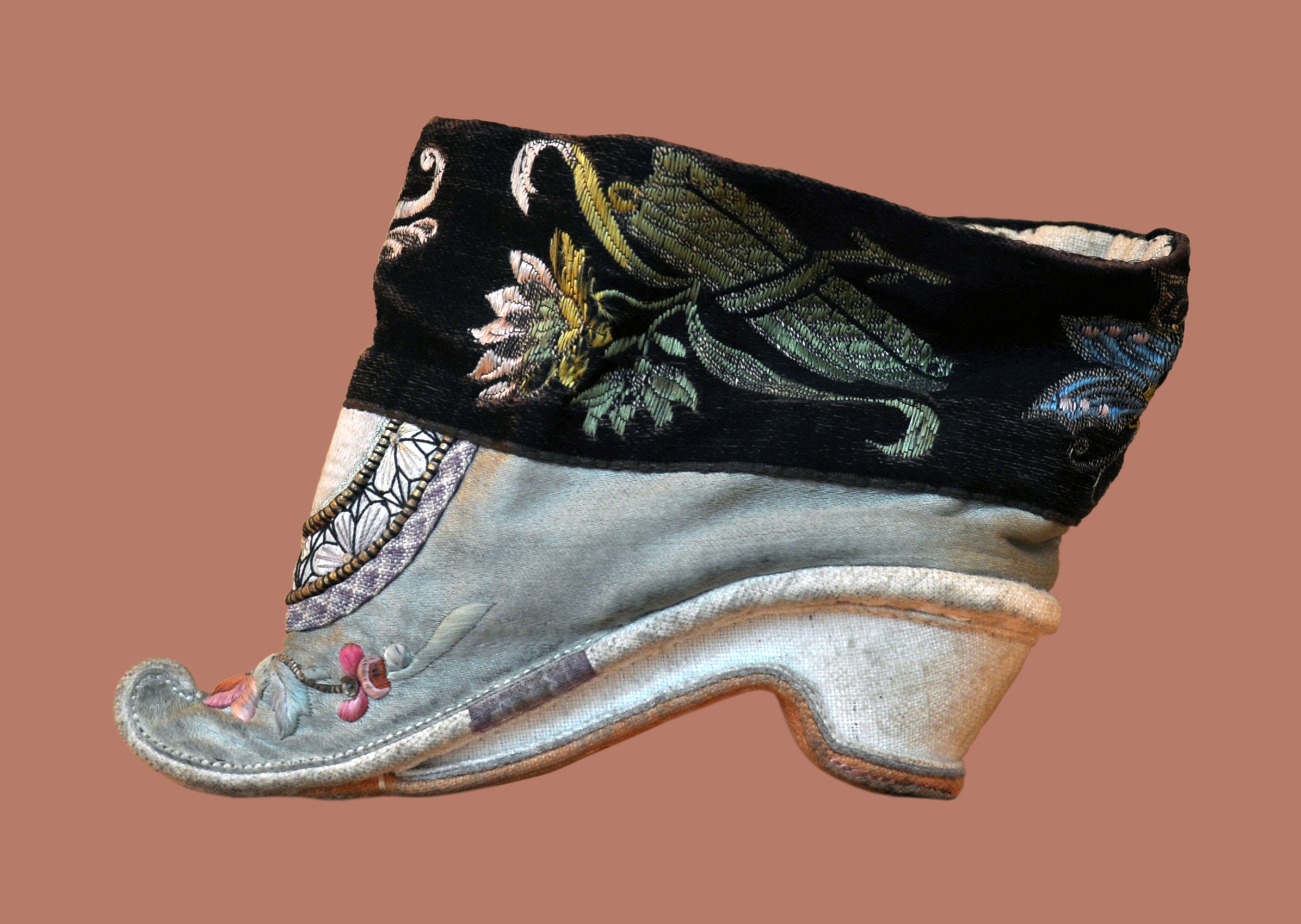
Lotussko från 1700-talet.

Lotusskor (kinesiska: 蓮履) är skor som bars av kinesiska kvinnor med lotusfötter.
I hundratals år syddes lotusskorna för hand av giftasmogna flickor och till bröllopet skulle bruden ha minst fyra par skor med till sitt blivande hem. Skorna var vanligen sydda av siden och bomull men utformningen varierade beroende på hur de skulle användas. Uteskor hade till exempel en kraftigare sula och skor som användes i sängen var ofta försedda med brodyr på undersidan.
Sulan gjordes av bomull och trä. Flera lager bomull limmades på en mall av trä som lindades med bomullsremsor och syddes ihop med en teknik som liknar kviltning. Överdelen syddes av siden som var fäst på en bomullsremsa och broderat efter mönster. Skorna fick sin slutliga form över ett skoblock av trä eller genom att fyllas med säd eller bomull innan sulan syddes på.
På 1900-talet började lotusskor att tillverkas på fabrik och man började också att tillverka skor av läder och med spännen och mer västerländskt snitt. Kinas sista fabrik för tillverkning av lotusskor stängdes år 1998.

## Bakgrund
Fotbindning var en kinesisk sed där man deformerade 
unga flickors fötter genom att bryta sönder dem och linda dem hårt så att de blev så små som möjligt. Seden anses härröra från Södra Tang-dynastin vars kejsare Li Yu skall ha bett sin konkubin Yao Niang att linda sina fötter med vitt silke så att de fick form som en halvmåne och därefter dansa tåspetsdans på en lotusblomma.
Sedvänjan är bekräftad från omkring år 1100 och tycks ha blivit en norm under Mingdynastin. Bundna fötter ansågs vackra och gav kvinnorna en attraktiv gångstil. De  sågs som ett tecken på äktenskaplig trohet då en kvinna som hade svårt att röra sig också hade svårt att begå äktenskapsbrott.
Lotusfötter var också ett tecken på social status eftersom en kvinna med bundna fötter hade svårt att arbeta och måste försörjas. Det var endast möjligt om hon hade en förmögen make och ingick i en förmögen familj. Högreståndskvinnor utan bundna fötter hade svårt att bli gift, eftersom de ansågs tillhöra en lägre samhällsklass.
Fotbindning förbjöds i Kina år 1912, men ända in på 2000-talet kunde man hitta kvinnor med lotusfötter på landsbygden.

## Galleri

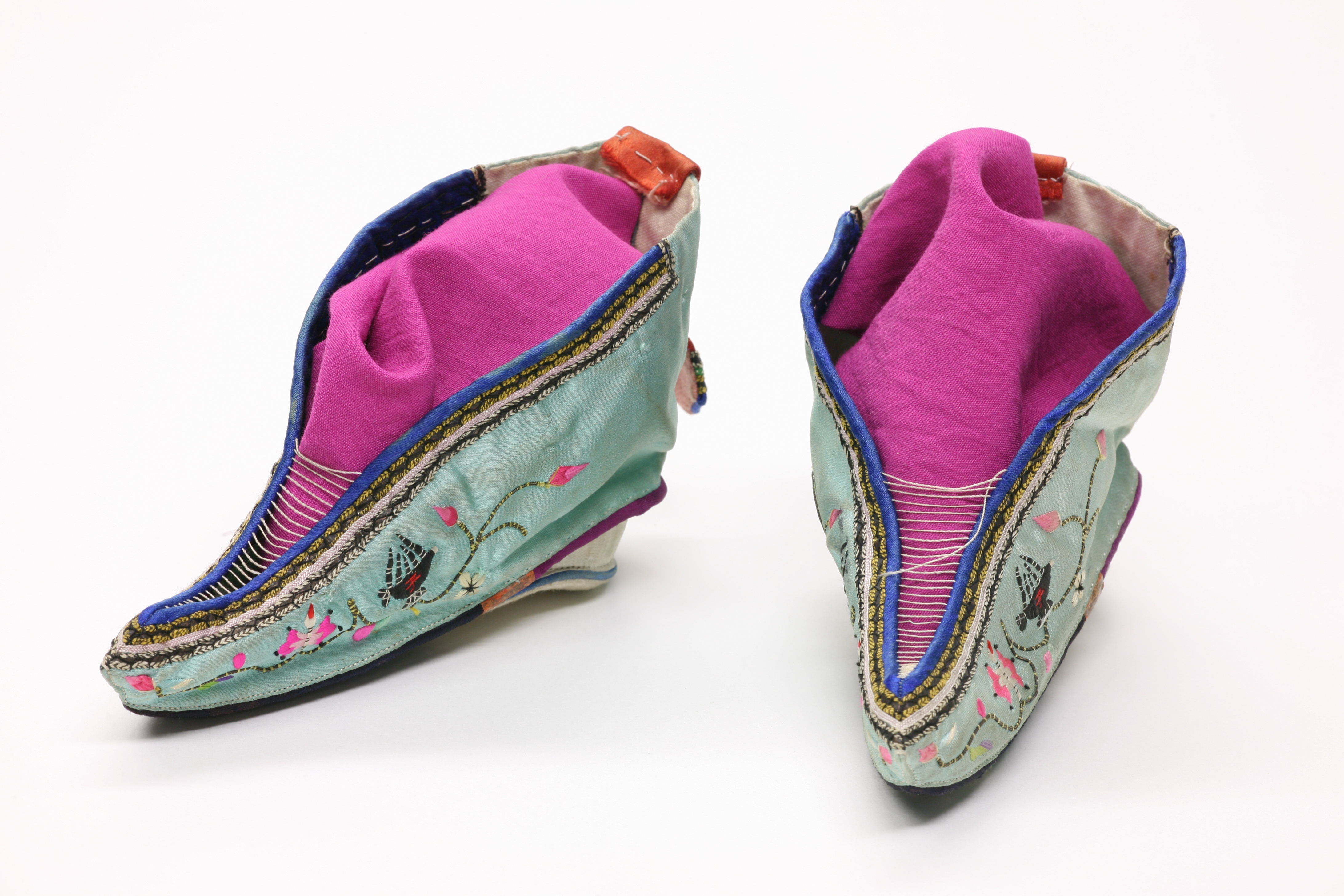
Ett par lotusskor.
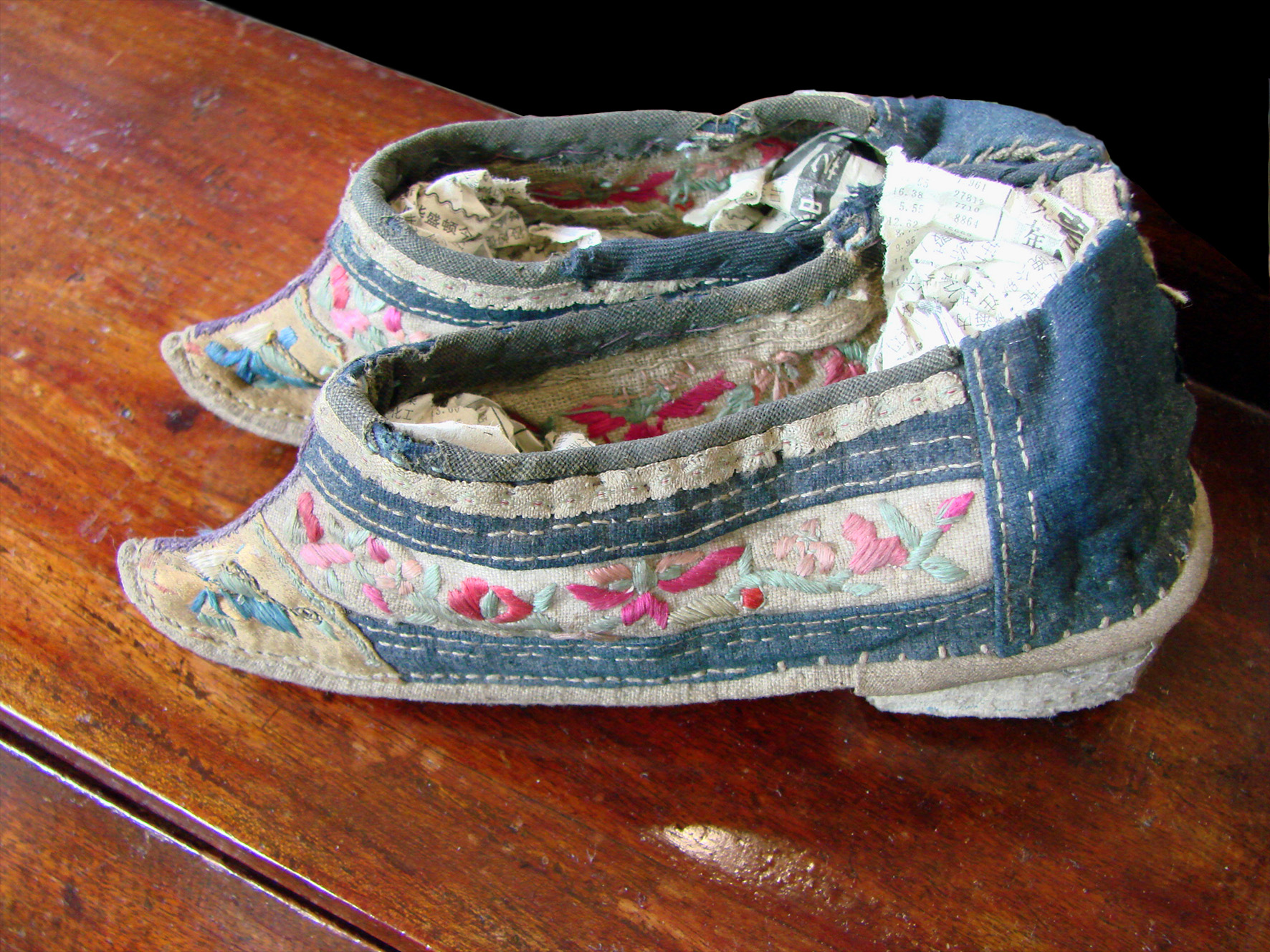
Handtillverkade lotusskor.
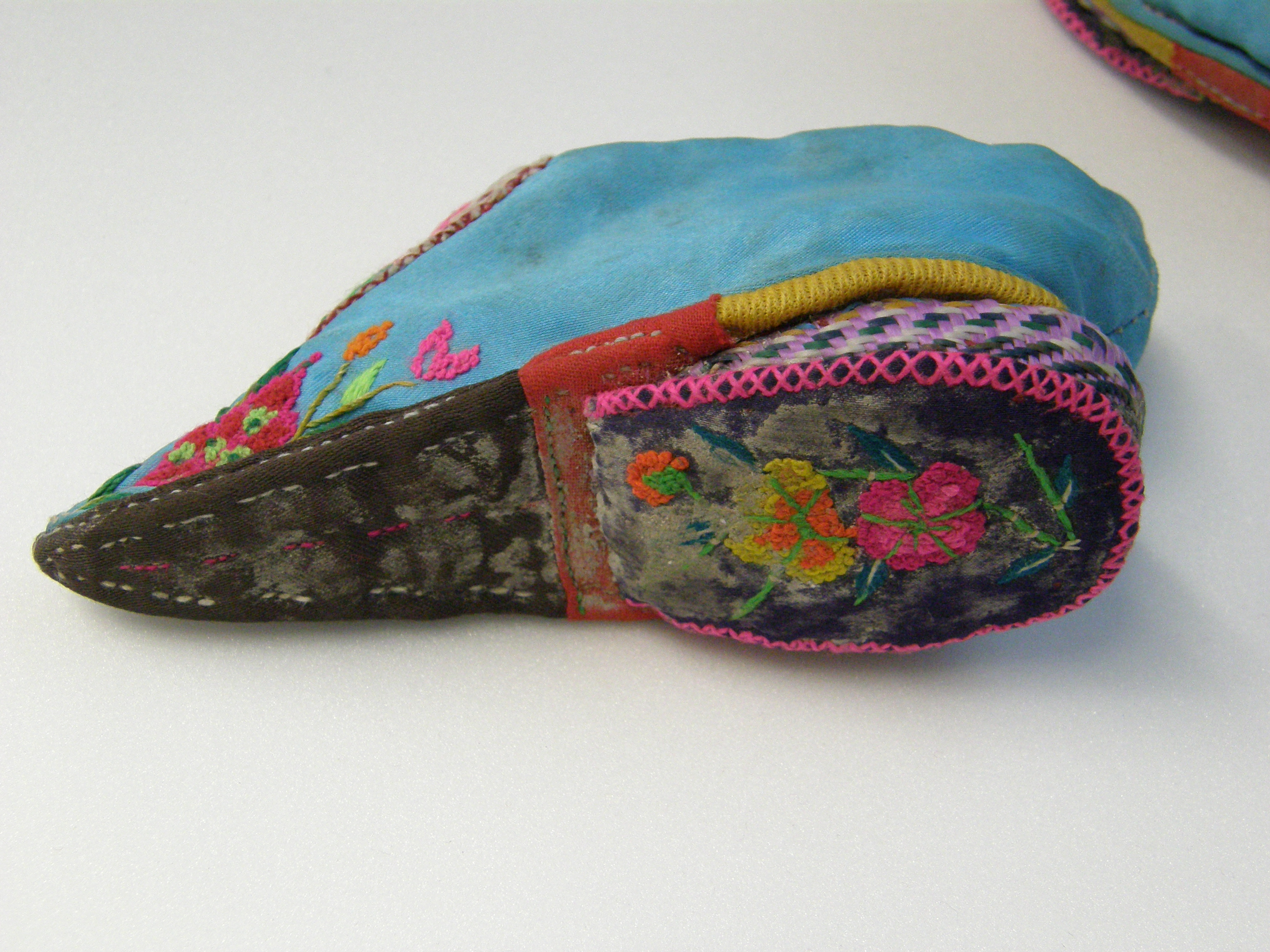
Lotussko med broderad sula.
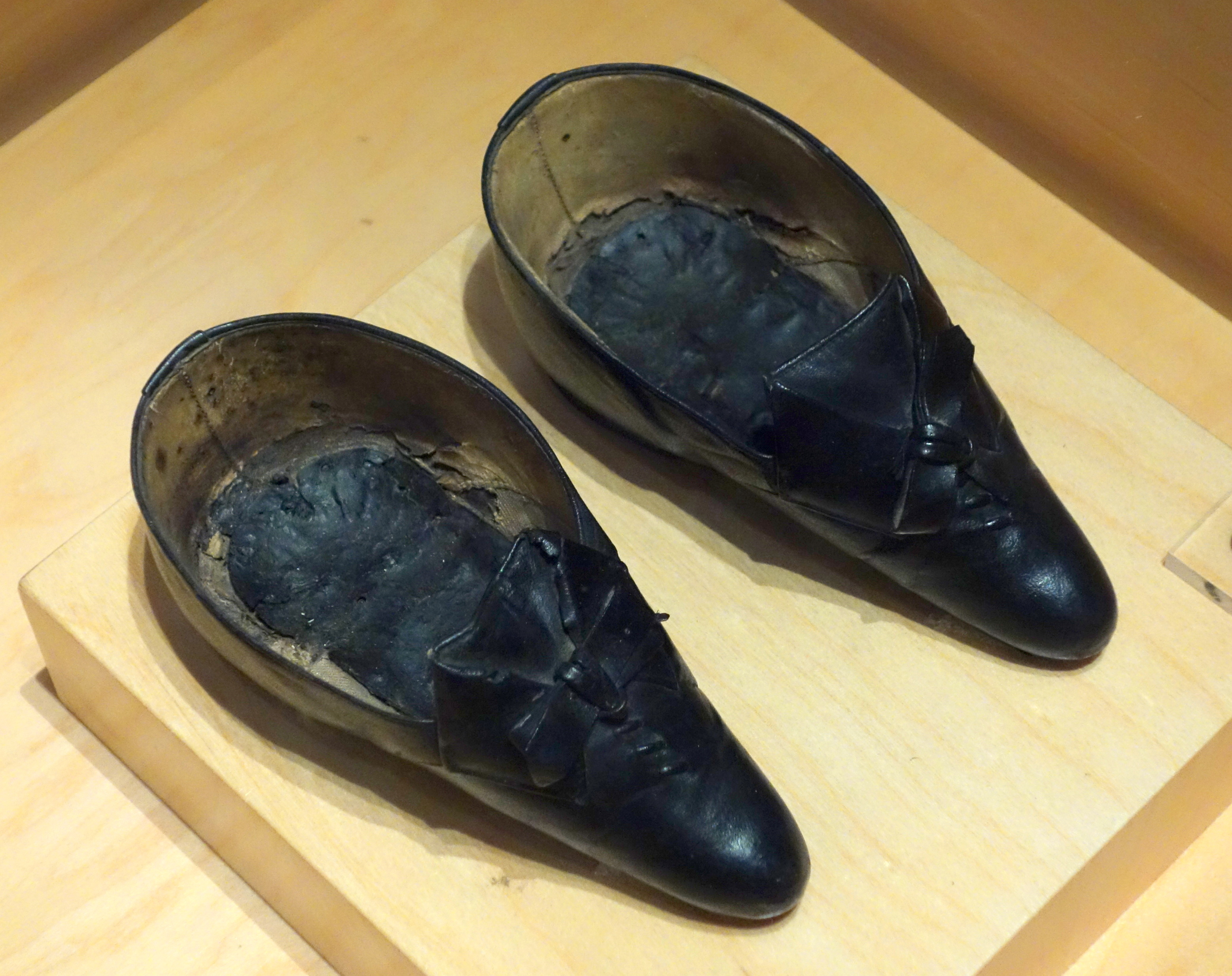
Lotusskor av läder tillverkad på fabrik.